# Traktoristy 2
Traktoristy 2 (russisk: Трактористы 2) er en russisk spillefilm fra 1992 af Gleb Alejnikov og Igor Alejnikov.

## Medvirkende
- Jevgenij Kondratjev — Klim Jarko
- Larisa Borodina — Marjana Bazjan
- Aleksandr Beljavskij — Nazar Duma
- Anatolij Kuznetsov — Kirill Petrovitj
- Boris Jukhananov